# 2017 en Papouasie-Nouvelle-Guinée
Cet article présente les faits marquants de l'année 2017 en Papouasie-Nouvelle-Guinée.

## Évènements

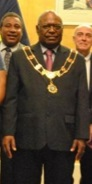
Sir Michael Ogio, gouverneur général de Papouasie-Nouvelle-Guinée, décède le 18 février, dix jours avant la fin de son mandat.

- 1er février : Bob Dadae, député de la circonscription de Kabwum pour le Parti du Congrès national populaire, est élu gouverneur général de Papouasie-Nouvelle-Guinée par le Parlement national. Il succède à Sir Michael Ogio le 28 février, dix jours après le décès de ce dernier[1],[2].
- 18 février : Mort de Sir Michael Ogio, gouverneur général de Papouasie-Nouvelle-Guinée en fonction depuis 2011[3].
- 4 mars : Mort de Roger Hau'ofa, célèbre présentateur radio durant plus de quarante ans ; à l'âge de 73 ans, d'insuffisance rénale[4].
- 27 mars : Des centaines de personnes prennent part à des actes d'émeutes et de pillages à Port-Moresby, incendiant des boutiques et des centres médicaux[5].
- du 24 juin au 8 juillet : Élections législatives. Les partisans de Peter O'Neill conservent une majorité amoindrie des sièges, et le réélisent Premier ministre.
- 8 août : La Cour nationale confirme la légalité d'un mandat d'arrêt pour corruption à l'encontre du Premier ministre Peter O'Neill[6].
- 24 décembre : Mort de Havala Laula, dernier des « anges au cheveux crépus » (Fuzzy Wuzzy Angels, (en)), les porteurs papou-néo-guinéens qui aidaient les soldats australiens et évacuaient les blessés durant la campagne de la piste Kokoda lors de la Seconde Guerre mondiale. Havala Laula décède à 91 ans dans le village de Kagi[7].